# (48639) 1995 TL8
(48639) 1995 TL8 – układ podwójny planetoid z grupy obiektów odłączonych.

## Odkrycie i nazwa
Planetoida (48639) 1995 TL8 została odkryta w projekcie Spacewatch przez Ariannę Gleason 15 października 1995. Nazwa obiektu to prowizoryczne oznaczenie. Był to pierwszy obiekt z dysku rozproszonego, choć w momencie odkrycia nie był jeszcze tak sklasyfikowany. Dopiero po odkryciu (15874) 1996 TL66, który uchodzi za protoplastę takich obiektów, zaczęto mówić o nowej klasie wśród obiektów transneptunowych. W miarę dalszych badań orbity sprecyzowano jego przynależność do obiektów odłączonych.

## Orbita
Orbita (48639) 1995 TL8 nachylona jest pod kątem 0,25˚ do ekliptyki, a jej mimośród wynosi 0,234. Ciało to krąży w średniej odległości 52,29 j.a. wokół Słońca, na co potrzebuje ok. 378 lat ziemskich. Peryhelium tego obiektu znajduje się w odległości 40,04 j.a., a aphelium zaś 64,54 j.a. od Słońca.

## Właściwości fizyczne
Rozmiary (48639) 1995 TL8 szacuje się na ok. 176 km. Absolutna wielkość gwiazdowa tej planetoidy wynosi 5,4m, albedo to wartość ok. 0,37. Jest to bardzo zimne ciało niebieskie, którego temperatura sięga zaledwie ok. 38 K.

## Podwójność planetoidy
9 listopada 2002 roku za pomocą teleskopu Hubble’a odkryto naturalnego satelitę planetoidy (48639) 1995 TL8, który został prowizorycznie oznaczony S/2002 (48639) 1. Obserwację tę potwierdzono 5 października 2005 roku.
Z uwagi na duże rozmiary w porównaniu do głównej planetoidy układu, księżyc ten należałoby raczej traktować jako drugi składnik planetoidy (48639) 1995 TL8. Ma on rozmiar ok. 80 km, a jego masa stanowi ok. 10% masy głównego składnika. Obydwa ciała dzieli odległość 420 km, a okres orbitalny to ok. 12 godzin.